# Air Tractor AT-802
AT-802 — серия сельскохозяйственных самолётов, производства американской компании Air Tractor («Воздушный трактор»).
Разработка началась в июле 1989 года. Первый полет выполнил 30 октября 1990 года.
Турбовинтовой моноплан с низкорасположенным крылом и трёхточечное посадочное шасси с подкилевой стойкой. Винт пятилопастный реверсивный металлический Hartzell с постоянной частотой вращения.
Оснащается устройством для распыления удобрений и ядохимикатов.

## Модификации

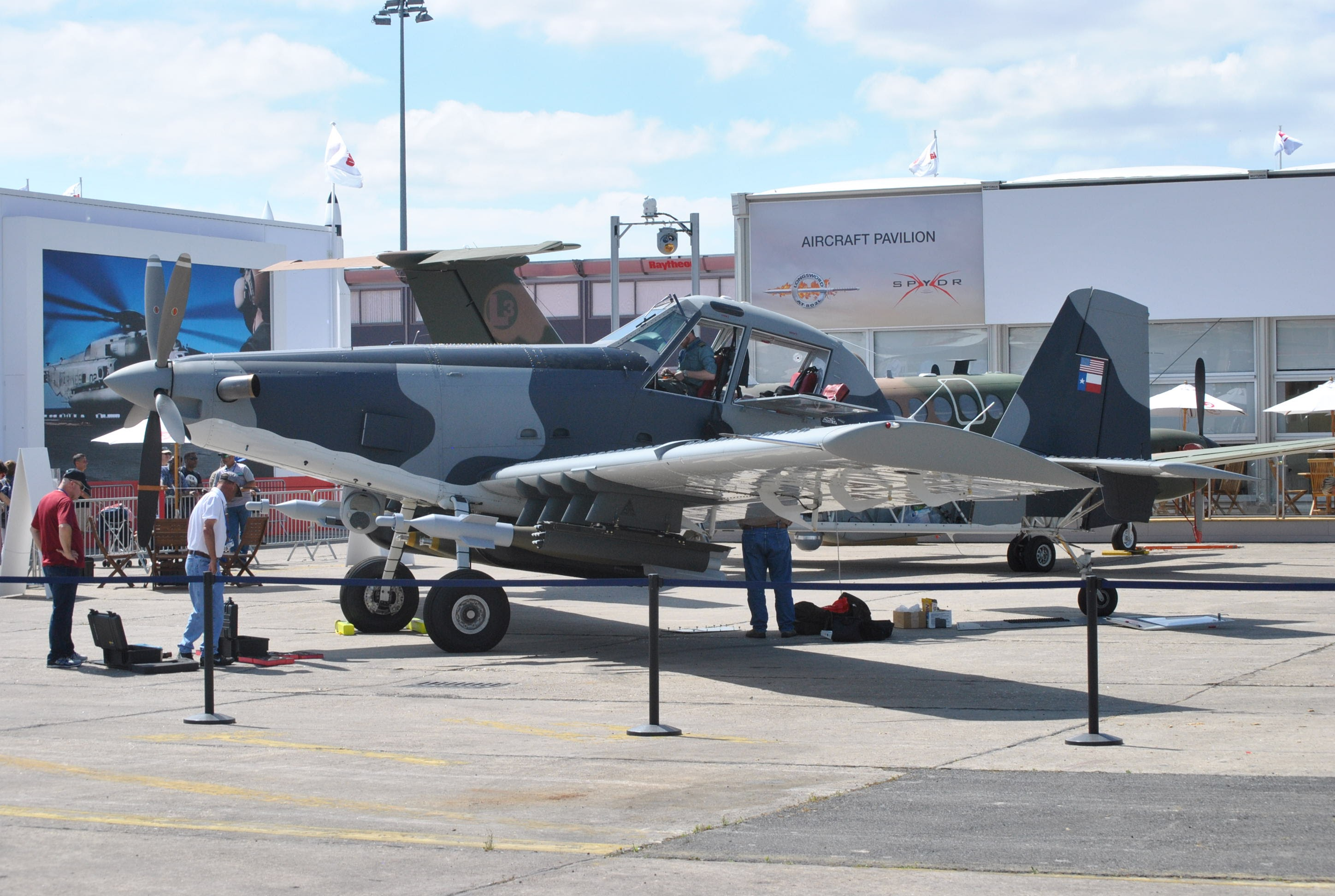
The AT-802L Longsword at Paris Air Show 2017

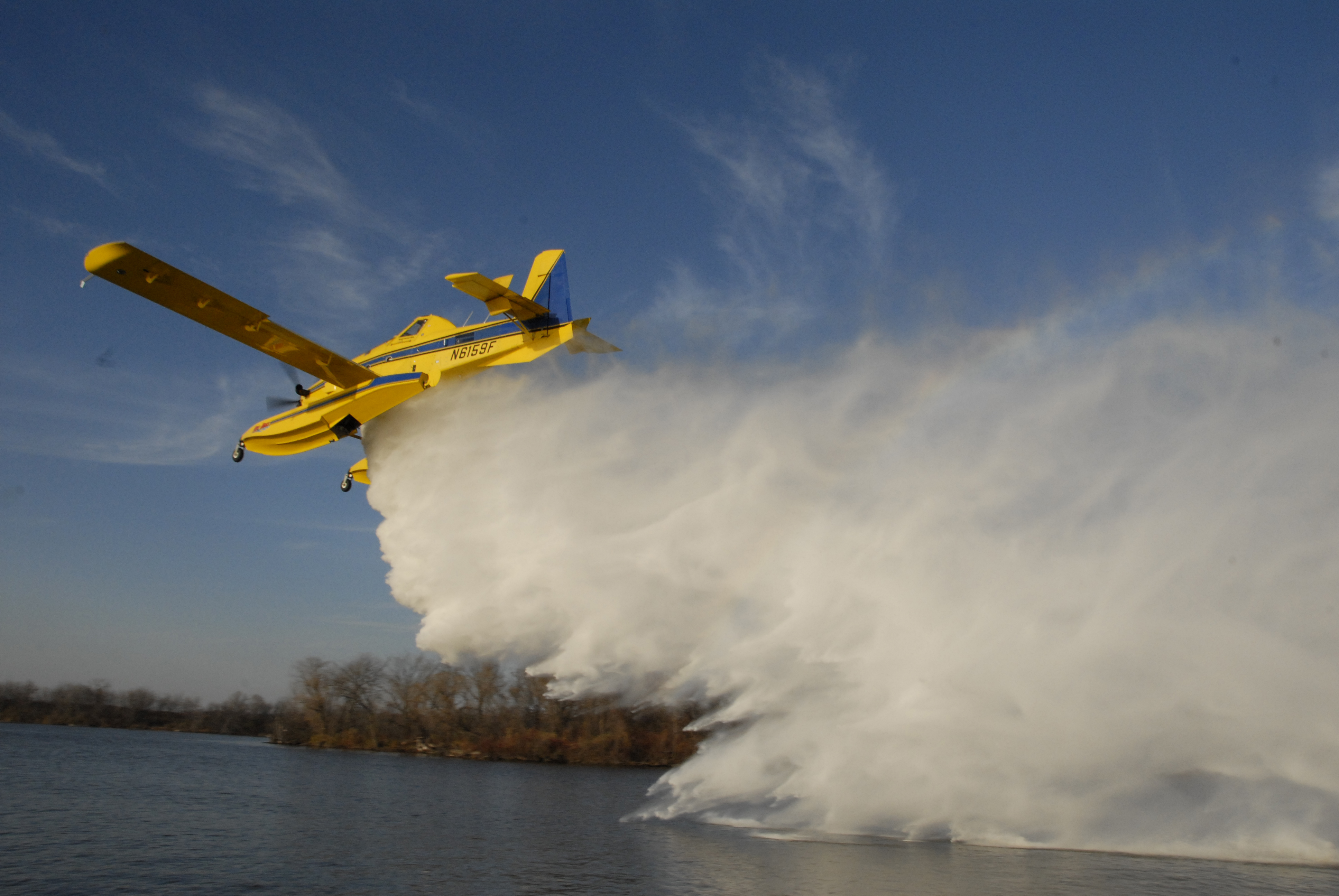
A Fire Boss on floats dropping its load

- AT-802 — Двухместный сельскохозяйственный и учебно-тренировочный самолет.
- AT-802A — одноместная модификация самолета Model AT-802 с той же самой силовой установкой и близкими весовыми данными
- AT-802AF или AT-802F — одноместная противопожарная версия самолета Model AT-802 с оборудованием Air Tractor Computerized Firegate[1], разработанным компанией Trotter Controls Inc.[2].
- AT-802U — легкий двухместный штурмовик, представлен в 2009 г. закуплен Колумбией и ОАЭ[3].
- AT-802U Sky Warden — разведывательная модификация AT-802U.[4]
- Fire Boss — AT-802F с поплавками производства компании Wipaire для возможности взлёта как с суши, так и с водной поверхности.
- AT-802L Longsword — разведчик/лёгкий штурмовик, основанный на конструкции AT-802U, разработанный совместно с L3 Platform Integration.[5] В Азиатско-Тихоокеанском регионе компания L3 продаёт его под названием OA-8 Longsword.[6]

## Спецификация (AT-802)
Источник данных: Jane's All The World's Aircraft 2003–2004

Технические характеристики
- Экипаж: 2
- Длина: 10,95 м
- Размах крыла: 18,06 м
- Высота: 3,89 м
- Площадь крыла: 37,25 м²
- Профиль крыла: NACA 4415
- Масса пустого: 2 951 кг (3025 кг в противопожарном варианте)
- Максимальная взлётная масса: 7 257 кг
- Масса топлива во внутренних баках: (646 л., )

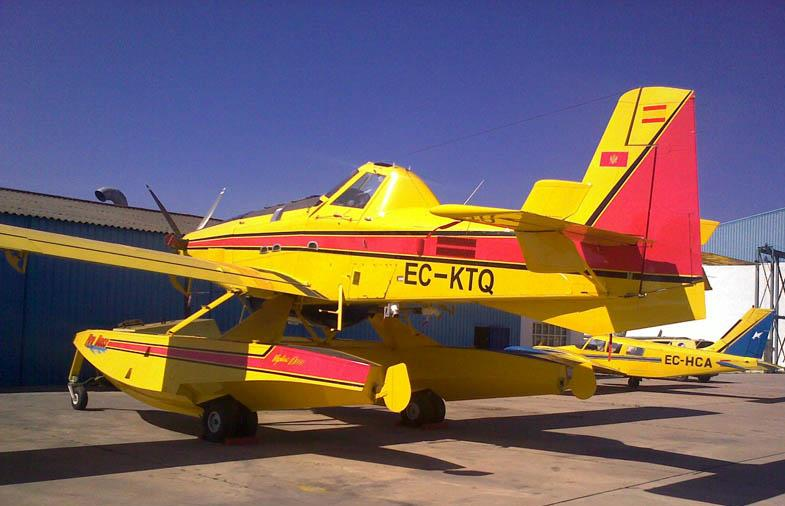
Противопожарная модификация AT 802 Fire Boss черногорской полиции, оснащенная специальными поплавками Wipaire

- ёмкость баков для химических реагентов (два бака между двигателем и кабиной и один небольшой бак за кабиной)  — до 3066 л.
- Силовая установка: 1 × турбовинтовой Pratt & Whitney Canada PT6A-67AG
- Мощность двигателей: 1 × 1 350 л.с. (1 × 1 010 кВт)

Лётные характеристики
- Крейсерская скорость: 356 км/ч на 2 440 м (8 000 футов)
- Скорость сваливания: 146 км/ч при выключенном двигателе с выпущенными закрылками
- Практическая дальность: 1 300 км
- Практический потолок: 4 000 м
- Скороподъёмность: 4,3 м/с